# Église Notre-Dame du Mas
L'église Notre-Dame est une église catholique située au Mas, en France.

## Localisation
L'église est située dans le département français des Alpes-Maritimes, sur la commune de Le Mas.

## Historique
La première mention du territoire du Mas, sous la forme de Maz, est faite dès le XIe siècle est faite dans les textes de l'abbaye de Lérins. Dans le cartulaire de Lérins cite Isnardo de Matio, en 1038. En 1092, Lajetus de Massio est le témoin d'une donation du quart de Briançonnet à l'abbaye de Lérins. L'abbaye de Lérins y avait plusieurs manses et y faisait paître ses troupeaux de moutons.
L'église a été construite probablement au XIIe siècle par les moines de Lérins dans le style roman tardif qui s'est prolongé jusqu'au XIIIe siècle d'après Jacques Thirion.
En 1252 (?), Lambert du Mas est mentionné comme seigneur du lieu avant d'être condamné pour meurtre par le comte de Savoie. 
L'église est mentionnée dans des comptes de 1351 et 1376.
L'édifice est inscrit au titre des monuments historiques le 15 septembre 1937.
Les façades de l'église ont été restaurées en 1978. Une nouvelle restauration des façades, des murs, plafonds et voûtes a été faite eu 2006.
L'église a été consacrée par l'évêque de Nice en mai 2007.

## Architecture

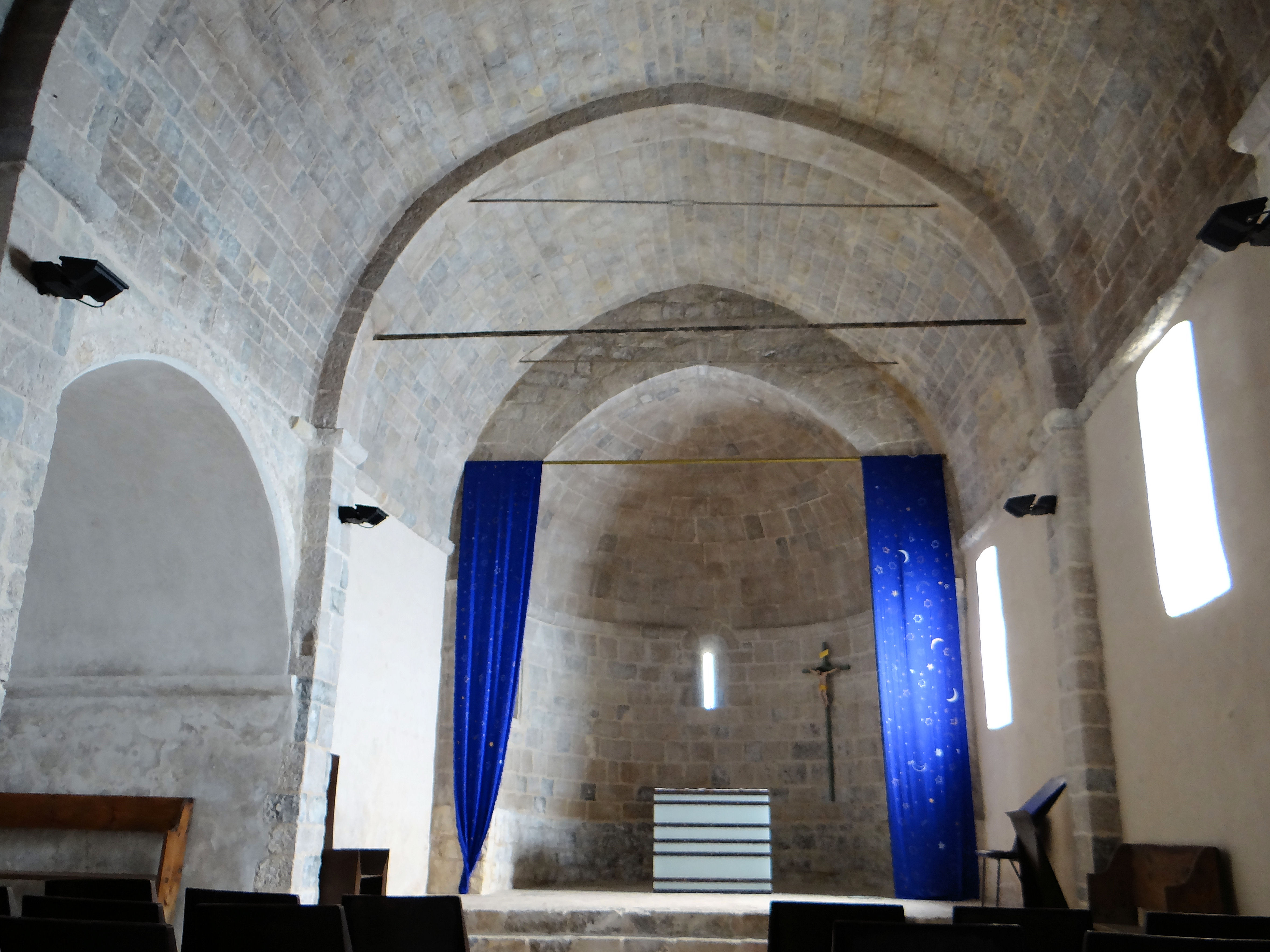
La nef de l'église.

L'église est à nef unique de quatre travées, couverte en berceau brisé, avec une abside semi-circulaire voûtée en cul-de-four. Une chapelle à demi enterrée a été élevée contre la troisième travée, côté nord. Des traces d'ouverture dans le mur de la nef, à l'opposé, peuvent laisser penser qu'il y a eu une chapelle côté sud et que celle-ci aurait été démolie pour laisser de la place au cimetière. L'église possédait une crypte aujourd'hui comblée.
L'église a un clocher latéral double plus tardif, sur le mur sud.
L'église domine le village et est entourée par le cimetière. Sa position est curieuse car elle est implantée à l'opposé de l'emplacement du château féodal et séparée du village actuel. L'explication pourrait être qu'elle se trouve à l'emplacement de l'ancien village comme pourrait le suggérer la découverte de morceau de tegulae gallo-romaines au nord de l'église. Le village aurait été reconstruit à sa position actuelle à la fin du Moyen Âge.
L'église possède des fonts baptismaux du XIIe siècle surmontés d'un couvercle pyramidal.

## Église de pèlerinage

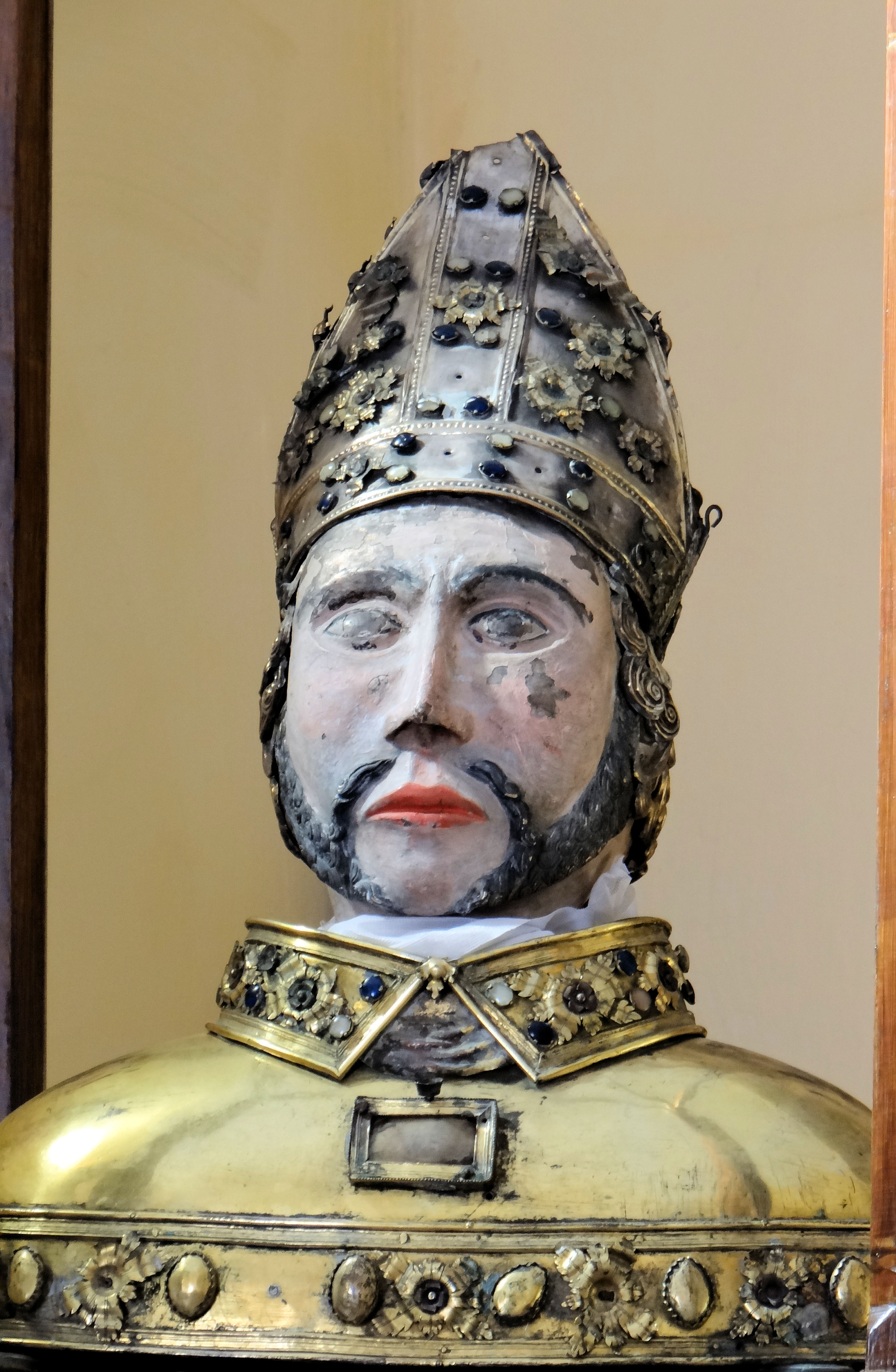
Buste-reliquaire de saint Arnoux dans la chapelle.

L'église a été un lieu de pèlerinage au Moyen Âge pour vénérer les reliques de saint Arnoux (le buste-reliquaire de saint Arnoux se trouve aujourd'hui dans la chapelle Saint-Arnoux, sur la place du village).
L'abbé Tisserand écrit dans son « Histoire civile et religieuse de la cité de Nice et du département des Alpes-Maritimes » qu'Arnoult était un maire du palais de Thibert d'Austrasie vers 600. Lassé des intrigues, il serait venu se réfugier comme moine à l'abbaye de Lérins. Les habitants de Metz voulant en faire leur évêque, il se serait réfugié dans l'arrière-pays et au Mas. Découvert, il aurait alors été obligé d'accepter d'être nommé évêque de Metz. Il a été un des conseillers de Dagobert Ier.
Une autre légende fait du saint Arnoux vénéré au Mas un évêque de Gap au XIe siècle. Cette date est plus proche de la date de construction de l'église.